# ضاحية خزام

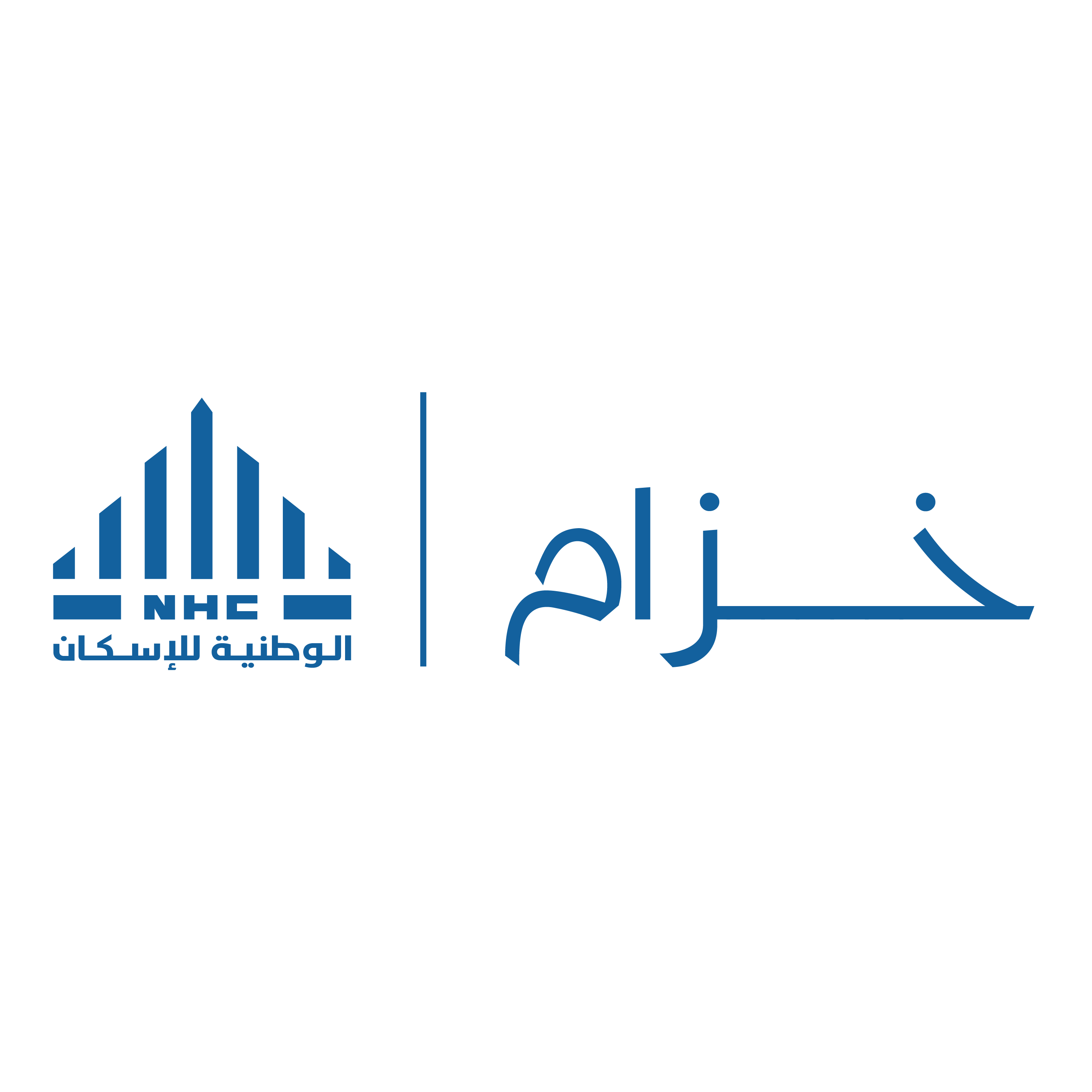
شعار الضاحية

ضاحية خزام؛ هي أكبر الضواحي في شمال مدينة الرياض، تمتد على مساحة إجمالية تقدر بأكثر من 30,459,614 متر مربع، وتقع بالقرب من مطار الملك خالد الدولي وجامعة الأميرة نورة بنت عبد الرحمن، ولا تبعد أكثر من 10 دقائق عن طريق أبو بكر الصديق، ونحو 15 دقيقة عن طريق الملك فهد، وعن جامعة اليمامة 20 دقيقة، وتعرف سابقاً بضاحية الجوان.

## المصالح والخدمات الحكومية والأهلية
تضم الضاحية مواقع مخصصة للمرافق الإدارية والحكومية، ومراكز التسوق التجارية، وحدائق مفتوحة ومغلقة، ومراكز للرعاية الصحية، وعدد من المساجد ومدارس لمختلف المراحل التعليمية.